# Ford Fiesta ’84
Der Ford Fiesta ’84 ist die zweite Baureihe des Ford Fiesta, die ab August 1983 produziert wurde.

## Modellgeschichte

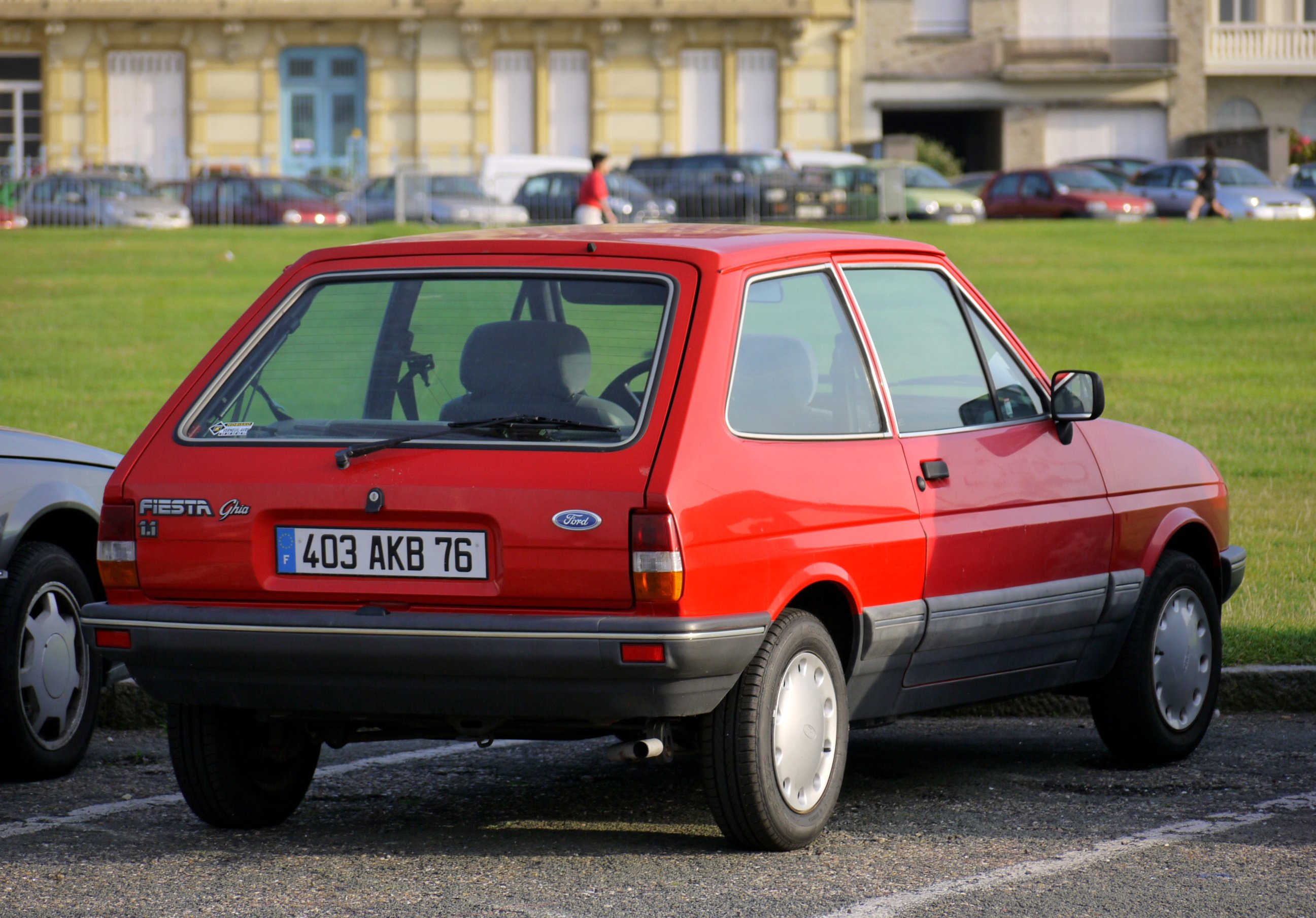
Fiesta Ghia, Heckansicht

Im August 1983 wurde die zweite Generation des Kleinwagens präsentiert. Obwohl beim Fiesta ’84 sehr viele Teile des Vorgängers verwendet wurden, gilt er – nicht zuletzt wegen der eigenen Typbezeichnung – nicht als Facelift. Außer dem Innenraum wurde vor allem die Frontpartie des Fiesta strömungsgünstig neu gestaltet, ab der A-Säule blieb das neue Modell jedoch nahezu unverändert.
Mit der zweiten Modellgeneration des Fiesta waren auch die damals neuen CVH-Motoren erhältlich, die Ford im September 1980 mit der dritten Baureihe des Escort eingeführt hatte. Im Fiesta waren sie mit 1,3 bis 1,6 Litern Hubraum erhältlich. Wegen des breiteren Motorraums war es möglich geworden, ein Fünfganggetriebe unterzubringen und bei diesen Motoren serienmäßig und beim 1,1-Liter-Motor als Sonderausstattung anzubieten.
Im Februar 1984 lief der dreimillionste Fiesta vom Band, außerdem wurden der neue Fiesta XR2 und der Fiesta Diesel vorgestellt. Der Diesel war mit seinem 1,6-Liter-Motor mit 40 kW (54 PS), der von Klöckner-Humboldt-Deutz entwickelt und produziert wurde, der erste schadstoffarme Pkw in dieser Klasse.
Im Februar 1986 wurde der 1,3-Liter-CVH-Motor durch einen neuen 1,4-Liter-CVH-Motor mit 52 bis 55 kW (71 bis 75 PS) ersetzt. Dieser Motor war mit Vergaser oder ab März 1987 mit Zentraleinspritzung und G-Kat erhältlich.

### Modellpflege

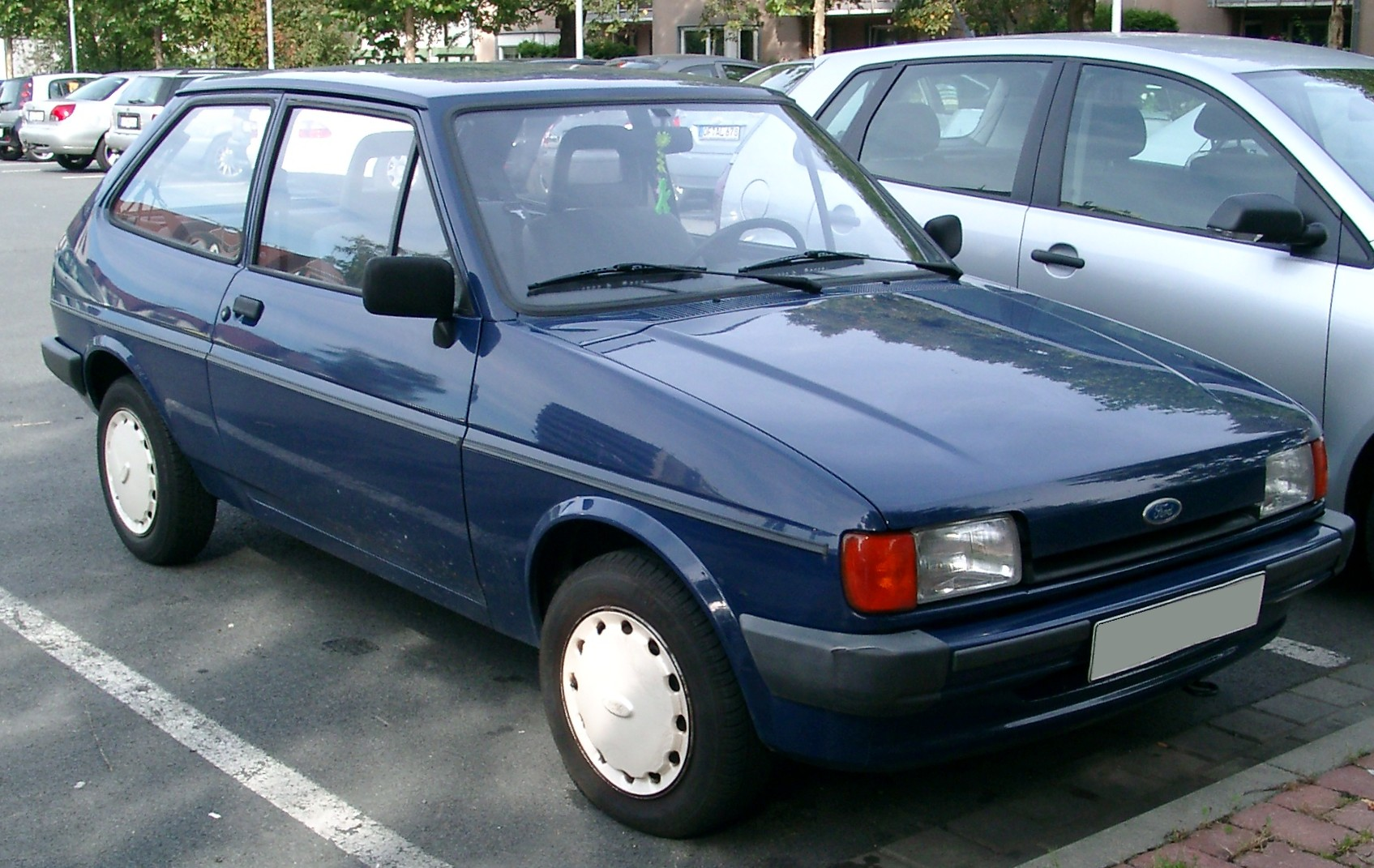
Ford Fiesta (1986–1989)

Während der Werkferien im September 1986 wurde eine dezente Modellpflege durchgeführt.
Äußerlich unterscheiden sich diese Modelle durch die dabei eingeführten in Wagenfarbe lackierten Blechstoßstangen mit Kunststoffecken der Basismodelle. Die wichtigsten Änderungen betrafen Kleinigkeiten bei den Anbauteilen. Die größte Veränderung erfuhr der XR2 vor allem an der Innenausstattung und am Motor.
Ab November 1986 war der 1,1-Liter-Motor mit ungeregeltem Katalysator und serienmäßigem Fünfganggetriebe erhältlich.
Ab Mai 1987 konnten die Kunden für Fahrzeuge mit dem 1,1-Liter-Motor eine stufenlose CTX-Getriebeautomatik bestellen.

### Ausstattungslinien

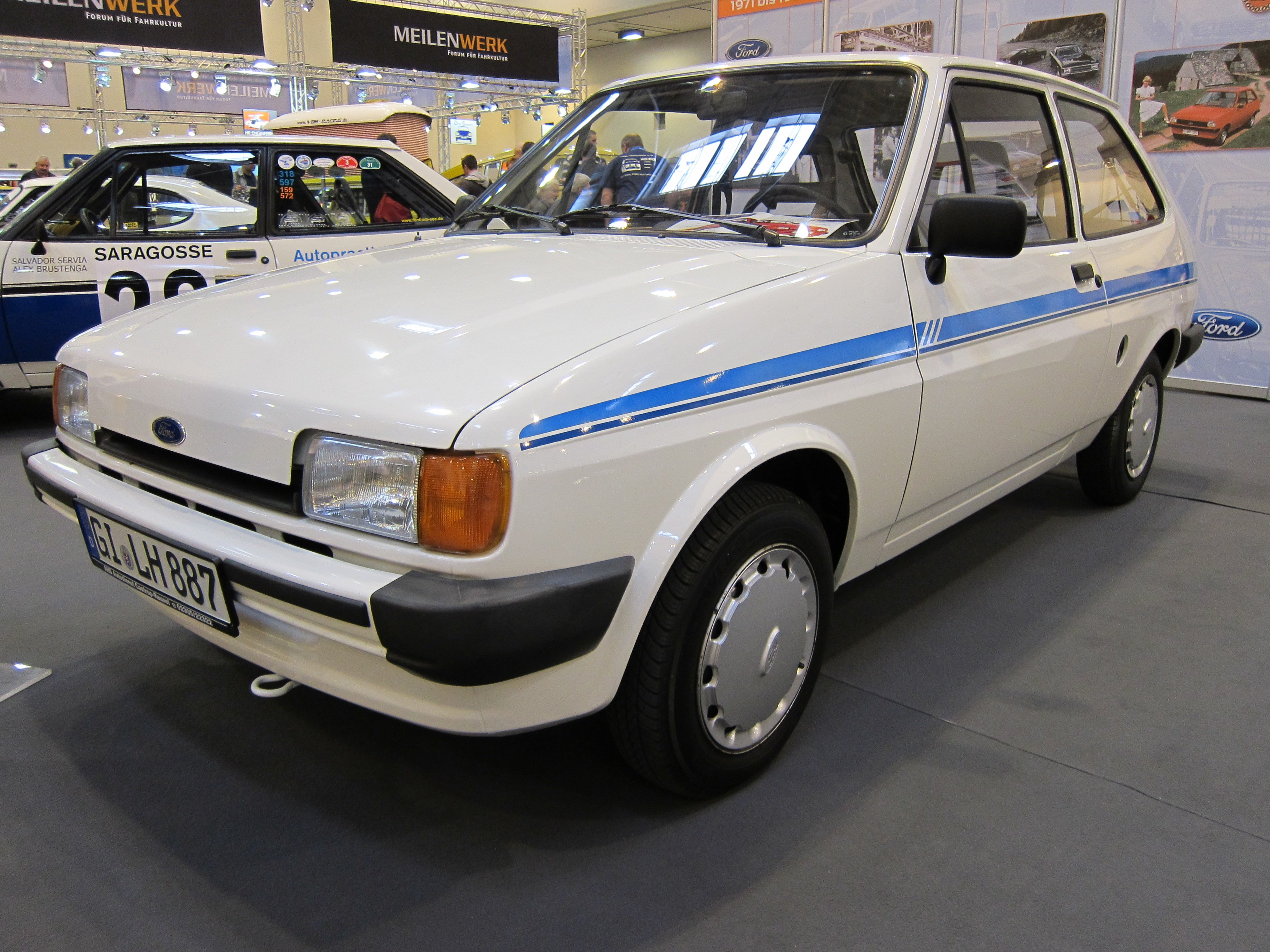
Fiesta C mit Seriendekor

- Das Grundmodell war der am geringsten ausgestattete Fiesta. Dieser war anfangs nur mit dem 1,0-Liter-Motor verfügbar. Fiesta C, Fiesta L und Fiesta Fashion hatten eine vergleichbare Serienausstattung und wurden – bauzeitabhängig – zusätzlich zum oder statt dem Grundmodell angeboten. Alle diese Varianten hatten nur das „kleine“ Armaturenbrett. Dieses hat keinen Handschuhfachdeckel, seitlich am Instrumententräger angebrachte Heizungsregler und ein schmaleres Kombiinstrument ohne zusätzliche Uhr oder Drehzahlmesser. Das Grundmodell kostete zur Einführung des Fiesta mit 1,0 Litern Hubraum 11.985 DM, bzw. 14.345 DM als Diesel, der L kostete mit 1,0 Litern Hubraum 12.995 DM bzw. 15.355 DM als Diesel. Der Fashion wurde ab Modellpflege eingeführt und kostete ab Anfang 1988 mit dem 1,1-Liter-Motor 14.115 DM; mit dem 1,4-Liter-Motor 16.170 DM und mit dem 1,6-Liter-Dieselmotor 16.350 DM.
- Der Fiesta S war mit 1,1 oder 1,3 Litern Hubraum erhältlich. Zur Serienausstattung gehörten ein Fünfganggetriebe, Reifen in der Dimension 155/70R13, Stoßstangenhörner vorne, zusätzliche Halogen-Fernscheinwerfer und das höherwertige Armaturenbrett mit geschlossenem Handschuhfach, dreistufigem Gebläse, zusätzlichen Frischluftdüsen in der Mitte des Armaturenbretts und einem Drehzahlmesser. Bei Einführung des Fiesta kostete das Fahrzeug 13.285 DM mit dem 1,1-Liter-Motor, der 1,3-Liter-Motor kostete 425 DM Aufpreis und war ab Anfang 1984 lieferbar.
- Der Fiesta Festival war ab der Modellpflege im Sommer 1986 verfügbar und ersetzte den Fiesta Fashion. Wie der Fiesta S war der Festival mit dem höherwertigen Armaturenbrett ausgestattet, hatte jedoch anstelle eines Drehzahlmessers eine analoge Uhr im Kombiinstrument. Der Festival kostete ab Anfang 1988 mit dem 1,1-Liter-Motor 15.180 DM, mit dem 1,4-Liter-Motor 16.235 DM bzw. als Einspritzer mit G-Kat 17.235 DM und als 1,6-Liter Diesel 17.415 DM.
- Der Fiesta Ghia war, wie bei den anderen Ford-Modellreihen auch, das am besten ausgestattete Fahrzeug. Zusätzlich zur Ausstattung des Festival gehörten u. a. höherwertige Kunststoffstoßstangen mit Hörnern und Chromeinlagen, große Seitenschutzleisten aus Kunststoff, zusätzliche Geräuschdämmung, ein Drehzahlmesser, eine Digitaluhr mit Stoppfunktion, schwenkbare Sonnenblenden mit Make-up-Spiegel auf der Beifahrerseite, eine Heckklappenfernentriegelung, eine Intervallwischfunktion, eine geteilt umklappbare Rücksitzlehne, höherwertige Türverkleidungen, Chromleisten in den Fenstergummis und viele weitere Extras zur Serienausstattung. Während der Ghia im August 1983 noch 14.517 DM mit 1,0 Litern Hubraum und 16.877 DM als Diesel kostete, schlug das Fahrzeug Anfang 1988 mit dem 1,1-Liter-Motor mit 16.065 DM und mit dem 1,4-Liter-Motor mit 17.700 DM zu Buche.
- Der Fiesta Super war ein sportliches Modell unterhalb des XR2. Ergänzend zur Serienausstattung des Festival bot der Super einen Drehzahlmesser, breitere Reifen in der Dimension 165/65R13, ein verbessertes Fahrwerk mit einem Stabilisator an der Hinterachse, die höherwertigen Stoßstangen des Ghia mit rotem Zierstreifen, spezielle Radabdeckungen und ein Sportlenkrad. Der Listenpreis des Super betrug Anfang 1988 mit dem 1,1-Liter-Motor 16.065 DM und mit dem 1,4-Liter-Motor 17.120 DM.

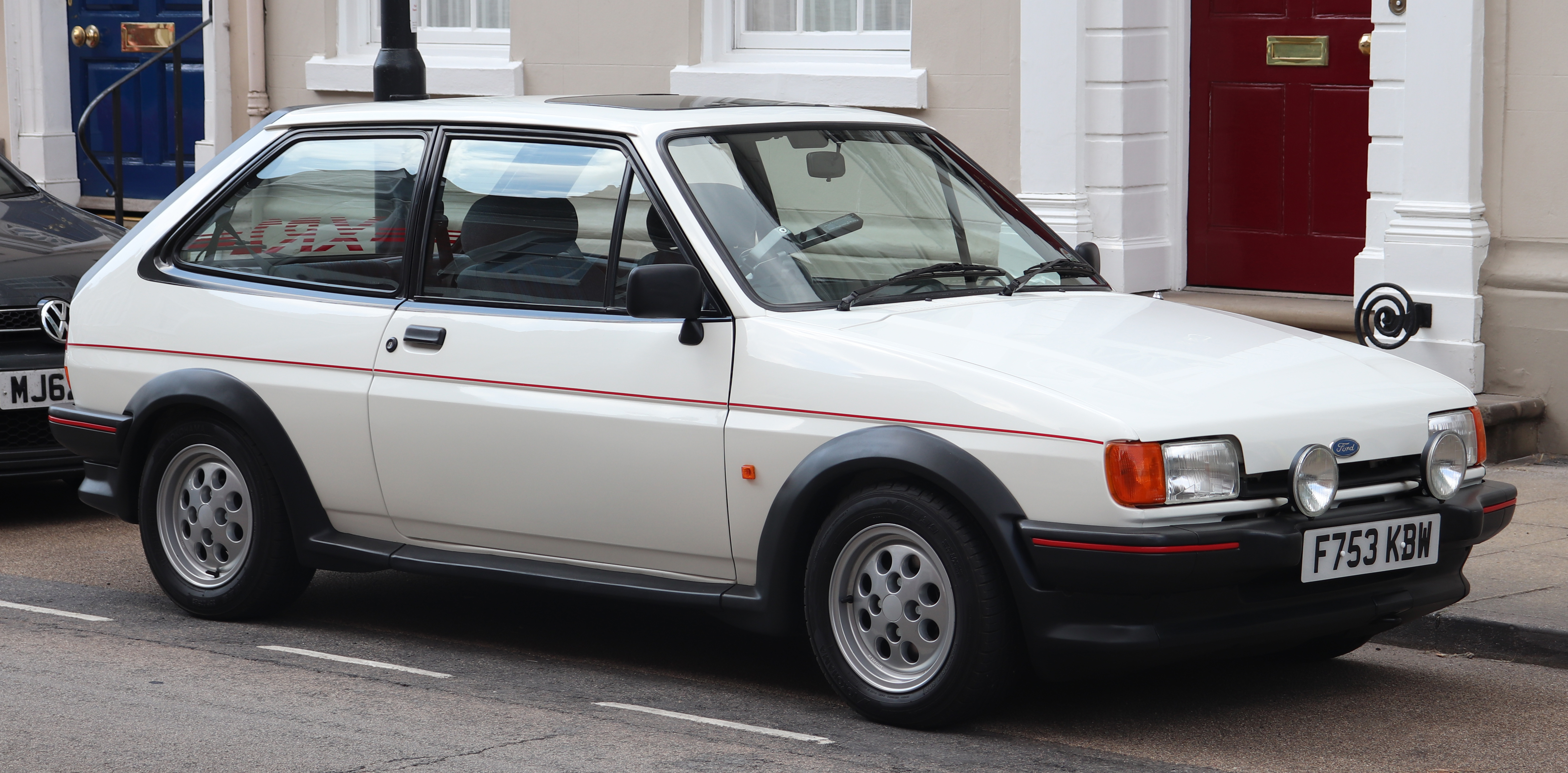
Ford Fiesta XR2

- Der Fiesta XR2 war wie schon beim Vorgänger das Topmodell der Baureihe. Der Kentmotor des Vorgängers wurde durch den neuen 1,6-Liter-CVH-Motor mit Doppelvergaser und Fünfganggetriebe aus dem Escort XR3 ersetzt und leistete 71 kW (97 PS). Der XR2 war komplett verspoilert und bot außer einer umfangreichen Serienausstattung ähnlich der des Ghia zusätzliche Extras wie Niederquerschnittsreifen in der Dimension 185/60R13, ein überarbeitetes und verbreitertes Fahrwerk, Sportsitze, eine exklusive Polsterfarbe, innenbelüftete Scheibenbremsen und eine schwarze Fenstereinfassung. Im Gegensatz zum Vorgängermodell wurde dieser XR2 serienmäßig mit Stahlrädern in der Dimension 6×13 Zoll ausgeliefert, die Leichtmetallräder kosteten 800 DM Aufpreis. Der Neupreis des Fahrzeugs ohne Extras betrug Anfang 1988 19.350 DM.

Im Rahmen der Modellpflege im Sommer 1986 wurde auch der Fiesta XR2 zusätzlich in einigen Details überarbeitet. Die Farbe des Instrumententrägers und der Bedieneinheit der Heizung wurde von dunkelgrau in schwarz geändert, die Innenausstattung von dunkel- in hellgrau. Der Motor wurde mit einem „lean-burn“-Zylinderkopf ausgerüstet, die Gemischaufbereitung übernahm anstelle des 32/34 DFT-Vergasers ein 28/32 TLDM-Vergaser, die ESC-II-Zündung wurde durch einen einfachen Zündverteiler mit einer Unterdruckdose ersetzt. Die herzförmigen Brennräume des Zylinderkopfs sollten für einen geringeren Schadstoffausstoß und in Verbindung mit dem geänderten Vergaser für einen niedrigeren Verbrauch sorgen. Die Motorleistung blieb mit 70 kW (95 PS) trotz des deutlich kleineren Vergasers nahezu gleich.
Für bestimmte Märkte wie zum Beispiel die Schweiz wurde der XR2 mit einem geänderten Motor ausgeliefert. Der 1,6-Liter-Motor leistete mit einem Ford VV-Vergaser 58 kW (79 PS). Die Ausstattung unterschied sich nicht von den „normalen“ XR2, die Fahrleistungen blieben mit einer Beschleunigung von 11,8 Sekunden (0–100 km/h) und einer Höchstgeschwindigkeit von 166 km/h jedoch hinter der Standardversion zurück.
Der XR2 war nicht in allen für den Fiesta angebotenen Farben erhältlich. Diamant-Weiß, Sonnen-Rot (bzw. Spanisch-Rot ab 1986), Gletscher-Blau (bzw. Cosmos-Blau ab 1986), Strato-Silber, Titan-Grau (ab 1986) und schwarz standen zur Auswahl. Die Verbreiterungen, die Zierleisten und die Umrandung der Seitenfenster waren unabhängig von der Lackfarbe immer gleich ausgeführt.

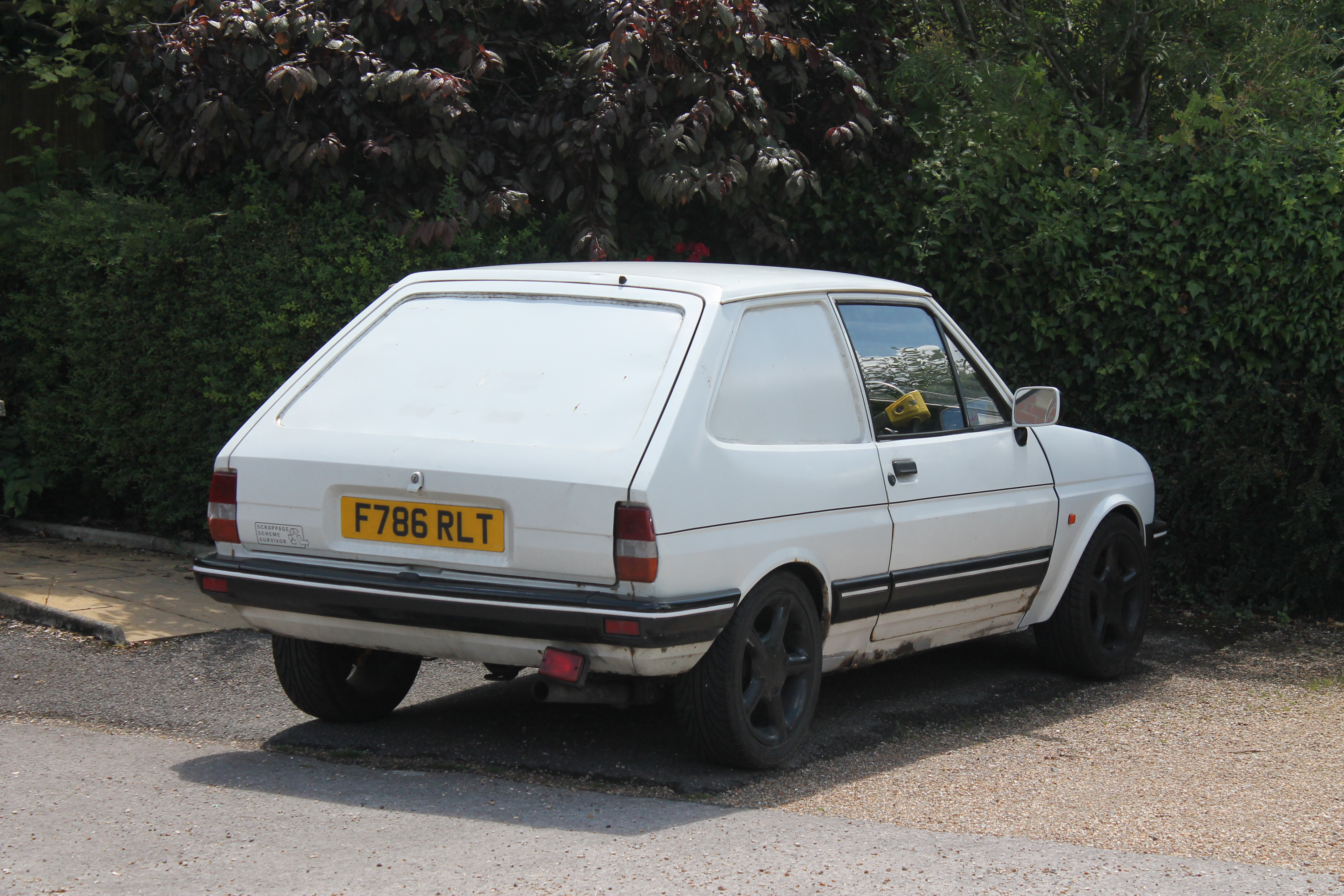
Ford Fiesta Express

- Der Kleinlieferwagen Fiesta Express war ausschließlich mit dem 1,0-Liter-Motor und ab 1986 nur mit dem 1,1-Liter-Motor verfügbar. Die Ausstattung basierte auf dem Grundmodell. Es gab keine Rücksitzbank und keine hinteren Seitenfenster. Durch einen speziellen Ausbau wurde eine ebene Ladefläche mit 1,12 m² Grundfläche geschaffen. Im August 1983 kostete das Fahrzeug 11.960 DM.

Ein Radio war bei allen Modellen aufpreispflichtig. Für das Sound 2002 mit einem Lautsprecher verlangte Ford 460 DM (ab August 1986 400 DM), das Sound 2004 war nur für Festival, Ghia und XR2 erhältlich und kostete mit vier Lautsprechern, digitaler Senderanzeige und Überblendregler 1.370 DM (ab August 1986 850 DM). Weitere aufpreispflichtige Extras waren eine Anhängerkupplung inklusive TÜV-Abnahme (491 DM, ab August 1986 600 DM), getönte Scheiben (400 DM), Metallic-Lackierung (450 DM) und ein Panoramadach (650 DM). Teile der Serienausstattung aus den besseren Ausstattungslinien waren bei den billigeren Modellen in der Regel nicht einzeln erhältlich.
Beim Kauf des Fiestas konnte bereits damals die auch heute noch vertriebene „A-1-Garantie“ zusätzlich abgeschlossen werden. Im August 1983 verlangte Ford für das zweite und dritte Jahr 295 DM bis 50.000 km Gesamtfahrleistung bzw. 480 DM bis 100.000 km.

### Außenfarben
Zur Modellpflege im Sommer 1986 wurden auch die verfügbaren Lackfarben geändert. Sofern nicht anders angegeben, waren die Lackierungen für den gesamten Bauzeitraum von Sommer 1983 bis Frühjahr 1989 erhältlich.
Uni-Lacktöne:
| Diamant-Weiß       | Delta-Beige [2, 4, 6] | Sand-Beige [1, 6]      | Sonnen-Rot [1]     | Spanisch-Rot [2]     | Kardinal-Rot [1, 6] |         |
| Wein-Rot [2, 4, 6] | Maritim-Blau [2, 6]   | Keramik-Blau [1, 5, 6] | Galaxi-Blau [1, 6] | Ozean-Blau [1, 5, 6] | Rio-Braun [1, 6]    | Schwarz |

Intensiv-Metallic-Farben:
| Imperial-Rot [1, 6] | Gletscher-Blau [1] | See-Blau [1, 6]    | Jade-Grün [1, 6]       | Champagner-Gold [1, 6] | Strato-Silber   | Titan-Grau [2]      |
| Nimbus-Grau [1, 6]  | Magenta-Rot [2, 6] | Rosewood [2, 3, 6] | Silikat-Gold [2, 4, 6] | Antik-Bronze [2, 4, 6] | Cosmos-Blau [2] | Aqua-Grün [2, 4, 6] |

[1] nur 1983 bis 1986;
[2] nur 1986 bis 1988;
[3] nur für Fiesta Festival (betrifft nur Farben ab 1986);
[4] nicht für Fiesta Festival (betrifft nur Farben ab 1986);
[5] nicht für Fiesta S (betrifft nur Farben bis 1986);
[6] nicht für Fiesta Super/XR2;

## Technik

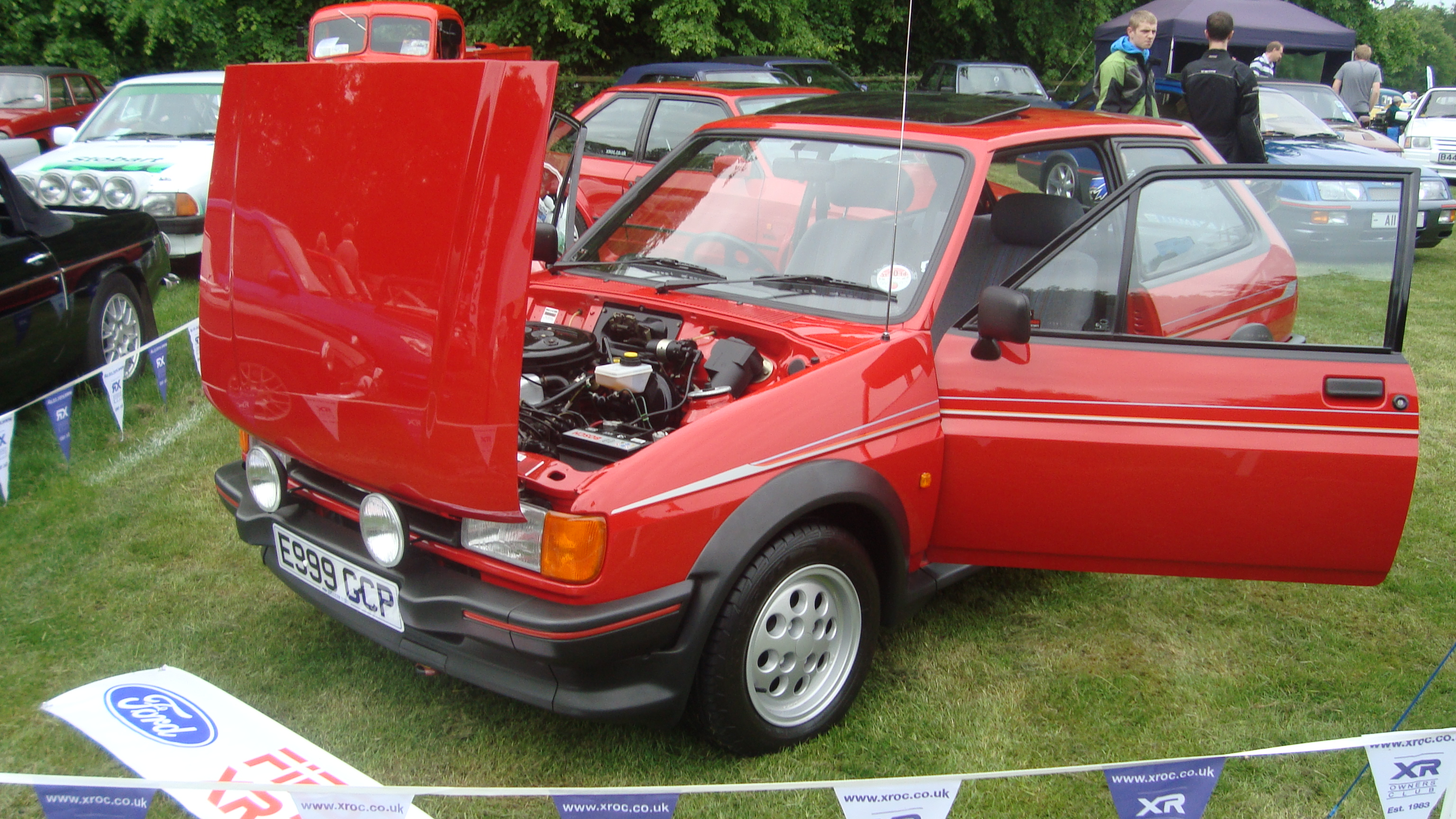
Nach vorne öffnende Motorhaube bei einem Fiesta XR2

### Karosserie
Die zweite Baureihe des Ford Fiesta wurde als dreitürige Schräghecklimousine und mit geringen Modifikationen als Kleinlieferwagen angeboten. Die selbsttragende Karosserie besteht aus Stahlblech. Eine Besonderheit der ersten beiden Baureihen des Fiesta ist die nach vorne öffnende Motorhaube. Diese wurde in erster Linie verwendet, um am Windlauf den Platz für die Haubenscharniere einzusparen. Im Gegensatz zur nächsten Baureihe gibt es im Fiesta ’84 keinen zusätzlichen Seitenaufprallschutz. PVC-Unterbodenschutz in den Radhäusern, Hohlraumschutz in den Türen und Schwellern, Steinschlagschutz außen am Frontblech, an den Seitenschwellern, den Radlaufkanten und im unteren Bereich der Türen sowie Wachs am kompletten Bodenblech verzögern das Rosten der Karosserie.

### Fahrwerk

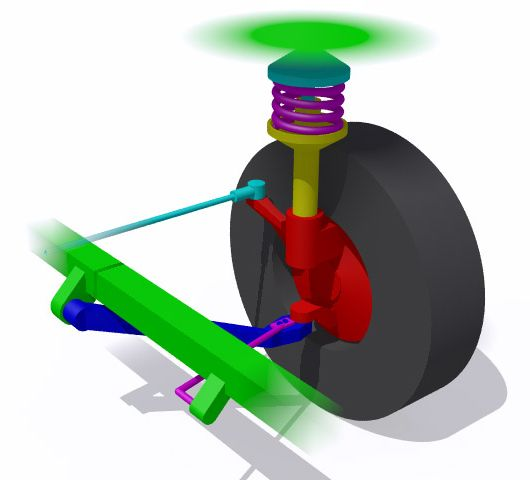
Prinzip der MacPherson-Achse

Die Vorderräder sind einzeln an MacPherson-Federbeinen und zweiteiligen Dreieckslenkern (Querlenker mit Zugstreben) aufgehängt. Die Zahnstangenlenkung ist mit einer Sicherheitslenksäule kombiniert, eine Servounterstützung war jedoch weder als Serien- noch als Wunschausstattung verfügbar.
Die starre Hinterachse wird mit einem Längslenkerpaar, einem Panhardstab und den Stoßdämpfern geführt, die an zwei Punkten am Achsrohr gelagert sind, um es am Verdrehen in Querrichtung zu hindern. Direkt auf dem leicht nach oben gekröpften Achsrohr sitzen die Schraubenfedern.
Der Fiesta S ist straffer gefedert, der XR2 tiefergelegt und hat ein speziell abgestimmtes Fahrwerk. Einige Modelle haben einen Stabilisator an der Hinterachse, der für den XR2 noch verstärkt wurde. Der Panhardstab desXR2 besteht aus vollem Rundmaterial, bei den anderen Varianten ist es ein Stahlblechprofil.

### Bremssystem
Alle Fiesta ’84 sind mit einem diagonal geteilten Zweikreis-Bremssystem mit pneumatischem Bremskraftverstärker ausgerüstet. An der Vorderachse sind Scheibenbremsen mit schwimmend gelagerten Bremssätteln eingebaut, beim XR2 sind die Scheiben innenbelüftet. An der Hinterachse gibt es Trommelbremsen, auf die auch die Feststellbremse wirkt.

### Antrieb
Alle Motoren und Getriebe des Fiesta sind quer eingebaut und treiben die Vorderräder an. Außer den Valenciamotoren des Vorgängers mit seitlicher Nockenwelle stehen auch die neuen CVH-Motoren sowie ein 1,6-Liter Diesel der Klöckner-Humboldt-Deutz AG mit einer obenliegenden Nockenwelle zur Wahl. Die Vier- und Fünfganggetriebe vom Typ BC sind mechanisch betätigte Schaltgetriebe mit einer ebenfalls mechanisch betätigten Kupplung. Auf Wunsch gab es ab Mai 1987 ein stufenloses Getriebe mit Schubgliederband, aber nur zusammen mit dem 1,1-Liter-Motor.

### Gemischaufbereitung und Zündung

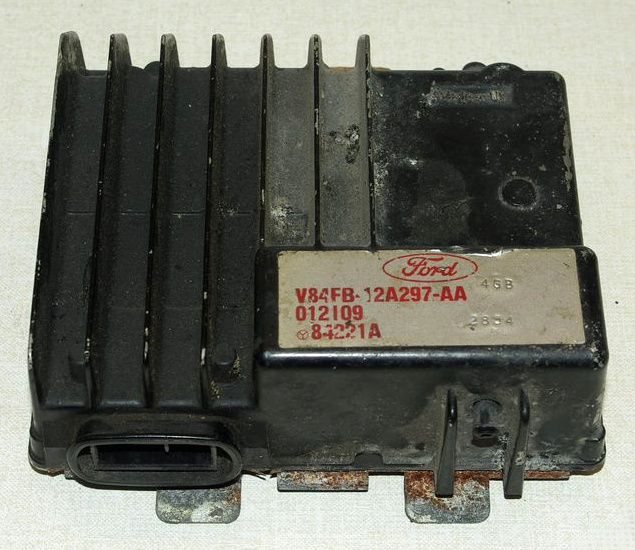
Ford ESC, Fiesta XR2

Den Ford Fiesta ’84 gab es fast ausschließlich mit Vergasern. Dies waren entweder Einfachvergaser von Weber oder von Ford entwickelte VV-Gleichdruckvergaser (variable venturi). Fiesta 1.4 sowie Fiesta XR2 sind mit Registervergasern von Weber ausgestattet. Der Fiesta Diesel hat Wirbelkammereinspritzung. Der Fiesta 1.4i war der erste Fiesta mit Ottomotor und einer Einspritzanlage, dabei handelte es sich um eine CFI (central fuel injection) von Weber mit einem elektronischen Steuergerät von Ford, eine zentral einspritzende elektronisch geregelte Anlage. Der Fiesta 1.4i war auch der erste Fiesta mit einem geregelten Katalysator.
Alle Ottomotoren sind mit einem herkömmlichen Zündverteiler von Bosch oder Lucas ausgerüstet, die bei den 1,0 und 1,1-Liter-Valencia-Motoren noch mit einem Unterbrecherkontakt arbeiten. Alle CVH-Motoren haben kontaktlose Zündanlagen, Fiesta 1.4 sowie Fiesta XR2 zusätzlich ein externes Zündsteuergerät. Die Berechnung des Zündzeitpunktes übernimmt dabei ein „ESC“-Rechner von Ford (“electronic spark control”, „elektronische Zündsteuerung“), der an der Spritzwand befestigt ist.
Das Steuergerät des Fiesta 1.4i, ein EEC-IV-System von Ford (electronic engine control), verarbeitet fast ein Dutzend verschiedener Signale und steuert den Zündzeitpunkt, die Einspritzmenge, die Drosselklappenverstellung beim Verzögern, die Leerlaufdrehzahl und die Drehzahlbegrenzung. Die Eingangssignale kommen vom Klopfsensor, Hallgeber, Drosselklappensensor, Geschwindigkeitssensor, Kühlmitteltemperatursensor, Absolutdrucksensor im Ansaugkrümmer, Ansauglufttemperatursensor, der beheizten Lambdasonde und dem Leerlaufschalter. Zusätzlich können die Ausgangssignale über einen Selbsttesteingang, die Oktanzahlanpassung sowie die Leerlaufdrehzahleinstellung beeinflusst werden. Anders als spätere Modelle hat dieser Motor, der auch im Escort ’86 und im Orion ’86 verwendet wurde, noch einen mechanischen Zündverteiler mit einem Hallgeber, der das Totpunktsignal für das Motorsteuergerät liefert.

### Elektrische Anlage und Beleuchtung
Die elektrische Anlage des Fiesta hat eine Nennspannung von 12 Volt. Je nach Motorisierung gibt die Drehstromlichtmaschine 45 oder 55 Ampere ab. Die Hauptscheinwerfer sind mit H4-Halogenlampen ausgerüstet, die optionalen runden Zusatzscheinwerfer mit Typ H1.

### Technische Daten
|                                   | 1.0 (08/1983–02/1989) | 1.1 (08/1983–02/1989) | 1.3 (08/1983–02/1986) | 1.4 (03/1986–02/1989) | 1.4i (03/1987–02/1989) | XR2 (03/1984–02/1989) | 1.6 Diesel (03/1984–02/1989) |
| --------------------------------- | --- | --- | --- | --- | --- | --- | --- |
| Motor:                            | 4-Zylinder-Reihenmotor (Viertakt) | 4-Zylinder-Reihenmotor (Viertakt) | 4-Zylinder-Reihenmotor (Viertakt) | 4-Zylinder-Reihenmotor (Viertakt) | 4-Zylinder-Reihenmotor (Viertakt) | 4-Zylinder-Reihenmotor (Viertakt) | 4-Zylinder-Reihenmotor (Viertakt) |
| Motortyp:                         | Valencia | Valencia | CVH | CVH | CVH | CVH | OHC Diesel |
| Motorkennbuchstabe:               | TKB | GSF, GSH | JPC | FUA, FUC | F6B | LUB, LUD | LTB |
| Hubraum:                          | 957 cm³ | 1117 cm³ | 1296 cm³ | 1392 cm³ | 1392 cm³ | 1597 cm³ | 1608 cm³ |
| Bohrung × Hub:                    | 74 × 55,7 mm | 74 × 65 mm | 80 × 64,5 mm | 77,2 × 74,3 mm | 77,2 × 74,3 mm | 80 × 79,5 mm | 80 × 80 mm |
| Leistung bei 1/min:               | 33 kW (45 PS) 5500 | 36–37 kW (49–50 PS) 5000 | 51 kW (69 PS) 6000 | 54–55 kW (73–75 PS) 5500 | 52 kW (71 PS) 5500 | 71 kW (97 PS) 6000 | 40 kW (54 PS) 4800 |
| Max. Drehmoment bei 1/min:        | 68 Nm 3700 | 82–83 Nm 2700 | 100 Nm 4000 | 108–109 Nm 4000 | 103 Nm 4000 | 132 Nm 4000 | 95 Nm 3000 |
| Verdichtung:                      | 8,5 : 1 | 9,5 : 1 | 9,5 : 1 | 8,5–9,5 : 1 | 9,5 : 1 | 9,5 : 1 | 21,5 : 1 |
| Gemischaufbereitung:              | 1 Fallstromvergaser | 1 Gleichdruckvergaser | 1 Gleichdruckvergaser | 1 Register-Fallstromvergaser | Weber Zentraleinspritzung | 1 Register-Fallstromvergaser | Wirbelkammereinspritzung |
| Ventilsteuerung:                  | OHV (Steuerkette, Nockenwelle im Motorblock, mechanische Ventilstößel, Stoßstangen, Kipphebel, hängende Ventile)                                                           | OHV (Steuerkette, Nockenwelle im Motorblock, mechanische Ventilstößel, Stoßstangen, Kipphebel, hängende Ventile)                                                           | OHC (Zahnriemen, obenliegende Nockenwelle, Hydrostößel, Kipphebel, hängende Ventile)                                                                                       | OHC (Zahnriemen, obenliegende Nockenwelle, Hydrostößel, Kipphebel, hängende Ventile)                                                                                       | OHC (Zahnriemen, obenliegende Nockenwelle, Hydrostößel, Kipphebel, hängende Ventile)                                                                                       | OHC (Zahnriemen, obenliegende Nockenwelle, Hydrostößel, Kipphebel, hängende Ventile)                                                                                       | OHC (hängende Ventile, obenliegende Nockenwelle, Zahnriemen) |
| Kühlung:                          | Wasserkühlung | Wasserkühlung | Wasserkühlung | Wasserkühlung | Wasserkühlung | Wasserkühlung | Wasserkühlung |
| Getriebe:                         | Vierganggetriebe | 4-Gang, 5-Gang oder Automatik[1] | Fünfganggetriebe | Fünfganggetriebe | Fünfganggetriebe | Fünfganggetriebe | Fünfganggetriebe |
| Radaufhängung vorn:               | MacPherson-Federbeine, Zugstreben, Schraubenfedern | MacPherson-Federbeine, Zugstreben, Schraubenfedern | MacPherson-Federbeine, Zugstreben, Schraubenfedern | MacPherson-Federbeine, Zugstreben, Schraubenfedern | MacPherson-Federbeine, Zugstreben, Schraubenfedern | MacPherson-Federbeine, Zugstreben, Schraubenfedern | MacPherson-Federbeine, Zugstreben, Schraubenfedern |
| Radaufhängung hinten:             | Starrachse, Längslenker, Teleskopstoßdämpfer mit zwei Befestigungspunkten an der Achse, Panhardstab, Schraubenfedern; stärkere Motorisierungen zusätzlich mit Stabilisator | Starrachse, Längslenker, Teleskopstoßdämpfer mit zwei Befestigungspunkten an der Achse, Panhardstab, Schraubenfedern; stärkere Motorisierungen zusätzlich mit Stabilisator | Starrachse, Längslenker, Teleskopstoßdämpfer mit zwei Befestigungspunkten an der Achse, Panhardstab, Schraubenfedern; stärkere Motorisierungen zusätzlich mit Stabilisator | Starrachse, Längslenker, Teleskopstoßdämpfer mit zwei Befestigungspunkten an der Achse, Panhardstab, Schraubenfedern; stärkere Motorisierungen zusätzlich mit Stabilisator | Starrachse, Längslenker, Teleskopstoßdämpfer mit zwei Befestigungspunkten an der Achse, Panhardstab, Schraubenfedern; stärkere Motorisierungen zusätzlich mit Stabilisator | Starrachse, Längslenker, Teleskopstoßdämpfer mit zwei Befestigungspunkten an der Achse, Panhardstab, Schraubenfedern; stärkere Motorisierungen zusätzlich mit Stabilisator | Starrachse, Längslenker, Teleskopstoßdämpfer mit zwei Befestigungspunkten an der Achse, Panhardstab, Schraubenfedern; stärkere Motorisierungen zusätzlich mit Stabilisator |
| Karosserie:                       | Stahlblech, selbsttragend | Stahlblech, selbsttragend | Stahlblech, selbsttragend | Stahlblech, selbsttragend | Stahlblech, selbsttragend | Stahlblech, selbsttragend | Stahlblech, selbsttragend |
| Spurweite vorn/hinten:            | 1370/1320 mm | 1370/1320 mm | 1370/1320 mm | 1370/1320 mm | 1370/1320 mm | 1380/1340 mm | 1370/1320 mm |
| Radstand:                         | 2290 mm | 2290 mm | 2290 mm | 2290 mm | 2290 mm | 2290 mm | 2290 mm |
| Länge:                            | 3565–3718 mm | 3565–3718 mm | 3565–3718 mm | 3565–3718 mm | 3565–3718 mm | 3565–3718 mm | 3565–3718 mm |
| Leergewicht:                      | 730–840 kg | 730–840 kg | 730–840 kg | 730–840 kg | 730–840 kg | 730–840 kg | 730–840 kg |
| Höchstgeschwindigkeit:            | 137 km/h | 145 km/h | 163 km/h | 163 km/h | 161 km/h | 180 km/h | 150 km/h |
| Beschleunigung 0–100 km/h:        | 19,8 s | 16,5 s | 12,2 s | 12,2 s | 13,0 s | 9,9 s | 18,5 s |
| Verbrauch in Liter/100 Kilometer: | 5,2–7,1 N | 4,8–6,8 S | 5,8–8,5 S | 5,4–8,6 S | 5,8–9,3 S | 5,7–9,1 S | 3,8–5,6 D |

[1]Vierganggetriebe war Standard, Fünfganggetriebe Sonderausstattung und ab 09/86 zusammen mit U-Kat Serie, ab 05/87 auf Wunsch mit stufenloser CTX-Automatik

## Motorsport
Der Ford Fiesta Ladies-Cup wurde, nachdem die Produktion des Vorgängers eingestellt wurde, ab 1984 mit dem neuen XR2 des aktuellen Fiesta weitergeführt. Der Ladies-Cup war nach wie vor ein Markenpokal, an dem ausschließlich Frauen teilnehmen durften. Die Rennen wurden in der Regel im Rahmen der Rennen der DTM durchgeführt.

## Umbauten
Für den Fiesta gab es viele Umbausätze. Das Angebot reichte von einfachem Motortuning mit anderen Nockenwellen über Zylinderkopfbearbeitung, Doppelvergaseranlagen, Auspuffanlagen, Hubraumerhöhung bis hin zum Turboumbau für den 1,6-Liter-Dieselmotor. Auch Breitbau-Kits aus GFK waren vereinzelt erhältlich, die bekanntesten Anbieter waren Richter-Motorsport, Suhe, Wolf, Stoffler, Mohag und Schult.
Der XR2 Injection wurde von der Eichberg GmbH aus Hasbergen-Gaste damals auf Basis des Fiesta XR2 angeboten. Eichberg rüstete den vorhandenen 1,6-Liter-CVH-Motor mit der Bosch K-Jetronic-Einspritzanlage des Escort XR3i bzw. des Escort RS1600i und einer Sport-Auspuffanlage aus. Das Fahrzeug leistete 85 kW (115 PS) bei 6000 min−1 und 144 Nm bei 5250 min−1. Die neue Höchstgeschwindigkeit lag bei 195 km/h, die Beschleunigung 0–100 km/h verbesserte sich auf 8,9 Sekunden. Die Kosten lagen damals mit Montage bei 5.250 DM (ca. 2.700 EUR), was gut 25 Prozent des Grundpreises des XR2 entsprach. Zusätzlich bot Eichberg eine weitere Leistungssteigerung auf 94 kW (128 PS) durch einen überarbeiteten Zylinderkopf mit einer geänderten Nockenwelle und einen Austausch gegen ein kürzer übersetztes Getriebe an.
Die Firma Turbotechnics aus dem englischen Northampton bot ab 1986 – ebenfalls auf Basis des XR2 – einen Umbausatz auf Turbolader an. Der Umbausatz beinhaltete einen wassergekühlten Garrett-T25-Turbolader, einen Luftsammler für den Serienvergaser, eine geänderte Unterdruckverstellung, Benzinpumpe und Benzindruckregler, alle benötigten Rohre und Leitungen samt Ladeluftkühler. Der Motor leistete mit diesen Änderungen 93 kW (127 PS) bei 5500 min−1 und 183 Nm bei 3800 min−1. Die Fahrleistungen verbesserten sich ebenfalls deutlich, 7,9 Sekunden wurden für die Beschleunigung von 0–60 mph angegeben, die Höchstgeschwindigkeit lag bei 196 km/h. Dieser Umbausatz wurde für den britischen Markt und ohne TÜV-Gutachten angeboten. Ford war von der Qualität des Umbaus so überzeugt, dass Fahrzeuge, die in bestimmten Werkstätten umgerüstet wurden, weiterhin die volle Werksgarantie erhielten.
Auf Basis des Fiesta wurden von einigen Firmen auch Cabrioumbauten angeboten, die bekannteste war die der Firma Bieber aus Borken.

## Studien
Wie schon bei der ersten Baureihe veröffentlichte Ghia auch von diesem Modell eine Studie. Bei Urby handelte es sich um ein geräumiges Fahrzeug, bei dem die Front, das Heck und vor allem die Dachlinie stark verändert wurden.

## Sonstiges
Auch auf Basis der zweiten Modellgeneration baute die britische Firma Quantum Sports Cars das Modell Quantum, das sowohl als MK1 Coupé als auch als 2+2 Convertible (2+2-Sitzer Cabriolet) erhältlich war. Die Technik und der Innenraum wurden nahezu unverändert von Ford übernommen, die neuen Karosserieteile für Front und Heck wurden aus GFK gefertigt. Nach 215 Exemplaren wurde die Fertigung des Coupé eingestellt, vom Cabriolet wurden bis heute 431 Stück gebaut. Eine Besonderheit bei diesen Fahrzeugen ist die sogenannte Clamshell-Hood, bei der die Motorhaube inklusive Front und Kotflügeln nach vorne zu öffnen ist.